# 茅ヶ崎市立松林小学校
茅ヶ崎市立松林小学校（ちがさきしりつ しょうりんしょうがっこう）は、神奈川県茅ヶ崎市にある公立小学校。

## 沿革
（沿革節の主要な出典は公式サイト）
- 1875年（明治8年） : 六村学校創立。
- 1882年（明治15年） : 小和田学校創立。
- 1894年
  - 11月3日 : 六村学校と小和田学校を廃止。尋常高等松林小学校を創立。
  - 11月 : 香川分教場創立。
- 1907年（明治40年）10月 : 茅ヶ崎町立松林小学校と改称。
- 1908年（明治41年）10月21日 : 校舎改築。10月21日を開校記念日とした。
- 1923年（大正12年）9月1日 : 関東大震災で校舎が全滅。
- 1928年（昭和3年） : 校舎落成。
- 1929年8月1日 : 香川分教場を香川1609番地に落成。
- 1937年（昭和12年）4月1日 : 神奈川県高座郡茅ヶ崎第三尋常小学校と改称。
- 1939年4月10日 : 本校校舎全焼。
- 1940年12月23日 : 第一校舎落成。
- 1941年（昭和16年）4月1日 : 神奈川県高座郡茅ヶ崎町立第三国民学校と改称。
- 1942年10月14日第二校舎落成.
- 1947年（昭和22年）4月1日 : 神奈川県高座郡茅ヶ崎町立第三小学校と改称。
- 1949年（昭和24年）4月9日 : 神奈川県茅ヶ崎市立松林小学校と改称。
- 1951年11月10日 : 校歌（作詞 : 古関吉雄、作曲 : 岡本敏明）、校章制定。
- 1952年5月 : PTAの協力によりプール完成。
- 1956年（昭和31年）1月1日 : 松浪小学校設立。児童の一部移籍。
- 1958年5月12日 : 特殊学級を設置。
- 1964年（昭和39年）
  - 4月1日 : 香川分校が独立して茅ヶ崎市立香川小学校と称する。
  - 11月1日 : 小プール落成。
- 1969年3月29日 : 鉄筋コンクリート3階建校舎1期工事完成。
- 1970年4月4日 : 鉄筋コンクリート3階建校舎2期工事完成。
- 1971年3月24日 : 鉄筋コンクリート3階建校舎3期工事完成。
- 1972年2月24日 : 鉄筋コンクリート3階建校舎4期工事完成。
- 1974年（昭和49年）4月1日 : 茅ヶ崎市立小和田小学校設立。児童の一部移籍。
- 1979年（昭和54年）4月1日 : 茅ヶ崎市立室田小学校設立。児童の一部移籍。
- 1980年8月9日 : 木造校舎及び講堂撤去。
- 1981年3月25日 : 屋内運動場完成。
- 1991年（平成3年）3月31日 : 鉄筋コンクリート2階特別教室棟落成。プール2槽完成。
- 2003年8月 : 校舎西側耐震工事開始。
- 2007年（平成19年）6月 : 体育館耐震改修工事。

## 著名な出身者
- 山本昌（本名：山本昌広）[2]：元プロ野球選手（投手）・中日ドラゴンズ
- イサム・ノグチ：彫刻家、造園家、作庭家、インテリアデザイナー、舞台芸術家

## 所在地
- 神奈川県茅ヶ崎市松林1-1-1

## 通学区域
出典
- 松林1丁目〜3丁目（一部を除く）
- 菱沼1丁目〜2丁目（一部を除く）
- 小和田1丁目〜2丁目（一部を除く）
- 本町3丁目（一部）
- 赤羽根（一部を除く）
- 小桜町

## 主な進学先
出典
- 茅ヶ崎市立松林中学校